# ヨーゼフ・ズュース・オッペンハイマー
ヨーゼフ・ズュース・オッペンハイマー（ドイツ語: Joseph Süß Oppenheimer, 1698年 - 1738年2月4日）は、ザームエル・オッペンハイマーの甥である。1698年、フランクフルト・アム・マインに生まれた。外交官と財務官を兼ね、レオポルト1世に対しユダヤ人共同体の利益を代表した。ジュースとも。

## 概要
カール・アレクサンダーには何千グルデンという金をしばしば貸し付け、その縁で財政顧問となった。1733年にカールがヴュルテンベルク大公になると、ジュースはカールが新しく遷都したシュトゥットガルトへ赴き、公に借金の支払を願い出た。カールは弁済するとともに、ジュースに宮廷ユダヤ人の肩書きを与え、外交官として重用した。
やがて貨幣の鋳造まで任されたが、その貨幣を使用していた地域は損害を被った。一方では、官職・肩書き・特権の売買などによるさまざまな収入源を案出したり、あるいはその運用を徹底することによって、カールの収入を大幅に増やした。運用の実際として、それまでに全く、またはごくわずかしか利益をもたらさなかった事業 manufactua に大金を投資するよう建議し、利益を上げた。ジュースは叙任権まで握った。司法においても、民事・刑事の両方において訴訟が糾問主義で処理されていた時代であるから、ジュースは支配力を活かして利害の一致する当事者を勝たせた。そしてキリスト教勢力をはじめとする多くの者がジュースを目の敵にした。
ついにジュースの威を借るユダヤ人が各自の好きに行政を左右し混乱させるに至った。これを収拾するため、カールは1737年2月12日付でジュースを全面的に擁護する長いお触れを国中にまいた。反対派は激怒してカールに迫り、ジュースの逮捕状を書かせたのだが、同年3月2日、カールはルートヴィヒスブルクで変死する。
ほどなくジュースはその愛人とともに逮捕され、金塊3トンに相当する家財の一切が差し押さえられた。ジュースに対する審問は、共犯者を洗い出すため実に1年間近くにわたり継続された。1738年1月10日、判決文が書き上げられた。それは翌日に、首都の新しい公務執行者となったカール・ルードルフ公に承認され、ホーエンアスペルクから、1月30日にジュースは首都へ連れ戻され、翌31日に絞首刑を言い渡された。2月4日に刑は執行され、死体は鳥葬に付された。
1744年、ジュースの遺体はカール・オイゲンに掘り起こされて再び晒された。

## 裁判記録
- 木庭宏訳 『消せない烙印 ユート・ジュースことヨーゼフ・ジュース・オッペンハイマーの生涯』 松籟社 2006年
- 前掲書の原書 Hellmut G. Haasis （ヘルムート・G・ハージス） Joseph Süß Oppenheimer, genannt Jud Süß
  - ジュースを擁護する立場で書かれている。史料保管所の資料が未公刊であること（邦訳書p.31）、二重間接引用が多いこと（p.458）など、分析の信頼性には一定の留保がつく。巻末の人名索引にはザームエルをふくむオッペンハイマー家の人々が11人いる。